# イタリア国鉄ETR300電車

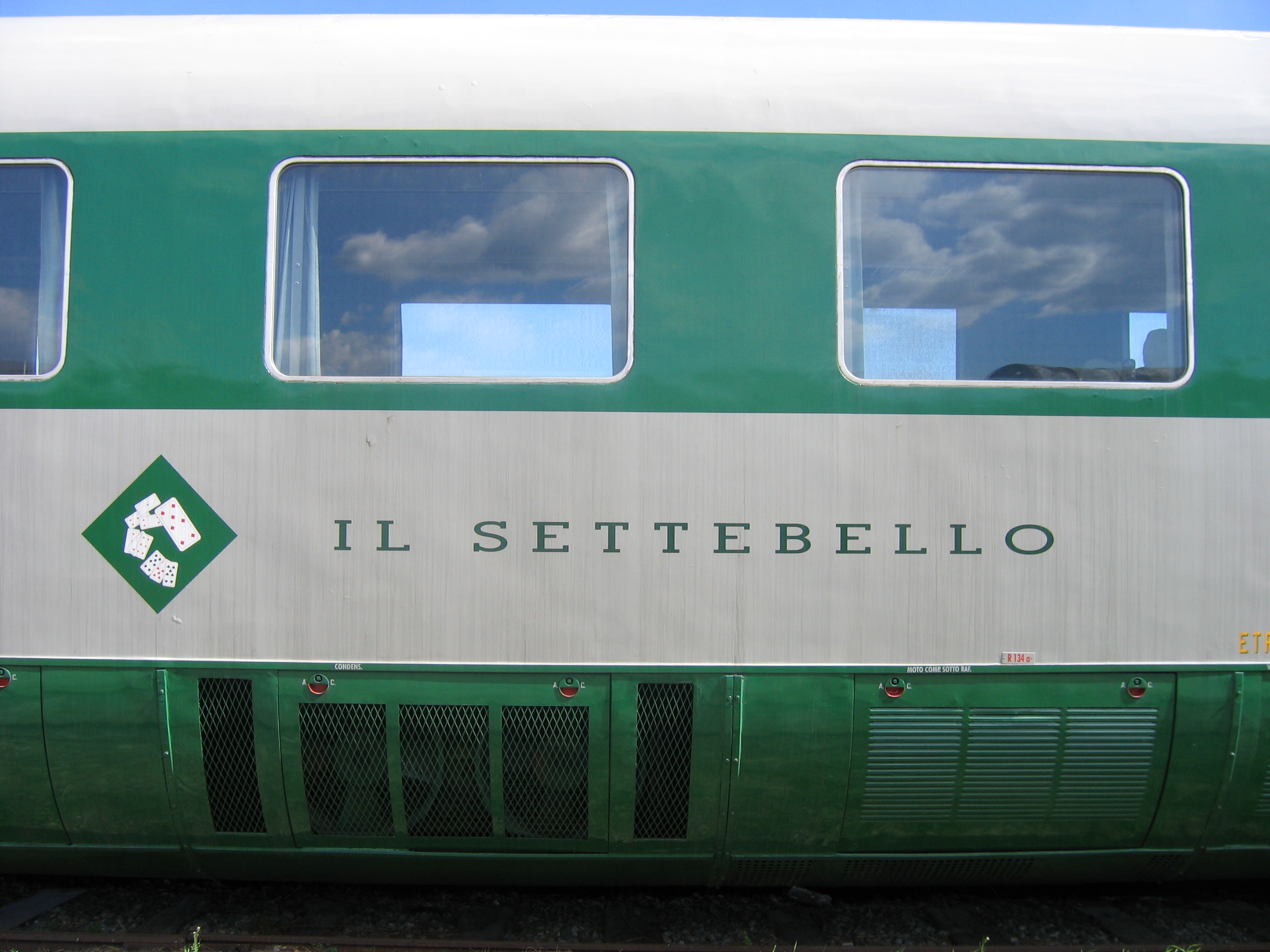
車両側面のロゴ

イタリア国鉄ETR300電車（イタリア語: Elettrotreno FS ETR.300, Settebello）は、かつてイタリアで運行されていた高速列車（ETR、Elettrotreno Rapido）。愛称はセッテベッロ（イタリアのカードゲームであるスコパで用いられる切り札の名に由来する）。
編成は7両で構成されていた。ペンドリーノが導入されるまでの約30年間にわたり、イタリア鉄道の誇りとして存在した。また名鉄7000系電車に代表される、日本などの鉄道車両のデザインにも影響を与えたことで知られている。
ペンドリーノとは異なり、振り子機構は装備していない。また、イタリア国鉄ETR500も線形の良い高速新線での使用を前提としているため、同様に振り子機構を装備していない。

## 概要

### 登場
第二次世界大戦後、イタリアの鉄道では車両を必要としていた。しかし第二次大戦以前に登場した著名なETR200の大部分の編成は使用出来ないか、修繕が必要な状況となっていた。
当時のイタリア国鉄 (Ferrovie dello Stato, FS) は車両の修繕と並行して、新世代のラグジュアリートレイン(豪華列車)の製造を計画した。1952年11月21日にセスト・サン・ジョヴァンニのブレーダ・コストゥルツィオーニ(現アンサルドブレーダ→日立レール)の製作所に新しいETR300が姿を現した。
車両の製作期間中は秘密の厳守がされ、製作に携わる労働者の間ではセッテベッロ(Settebello)と呼ばれていた。セッテベッロの名は直ぐにメディアに知られ、公式に採用された。車体の塗装にも愛称に由来するトランプのロゴ(トランプゲームの切り札から)が施されている。
当初は7両構成の8編成が発注されたが、後に3編成に減らされた。コスト高が原因で、代わりに同車両をETR250の形式名で4両の構成にして製造された。1952年に最初の編成(ETR 301)を受領し試運転が行われ、1953年3月に営業運転を開始した。第2編成も1953年3月に落成したが、第3編成は1959年2月14日まで落成されなかった。

### 構造
セッテベッロはその革新的なスタイルと技術によるイタリアのデザインとして1950年代に世界の注目を浴び影響を与えた。先頭車の正面は丸みを帯び初期のジェット機を彷彿させる。正面を覆うのは開発されたパノラマガラスで、1等車の11席のラウンジからは前面展望が楽しめた。運転席は客室の上部の若干後ろよりに位置し、窓は通常の物より小さい物を使用しているが視界は良い。客室上部運転席と前面展望のスタイルは、その後日本でも名鉄パノラマカーなどに採用されている。
最前部の台車部分の2箇所は優美な流線形の覆いをしており、車体はグレーを下地に窓の帯となる部分の塗装がマグノリアグリーン色となる最速達電車用の特別な新しい配色が導入された。主要なサスペンションスプリングは油圧サスペンションと振動ゴム部品で覆われている。
セッテベッロは2,600kWの編成出力を有し、以前に登場したETR200形の2倍の出力を備えていることやその滑らかな航空力学的な車体から200km/hに到達するのは容易であった。高速性能を備えてはいたが、曲線区間が多いミラノ - ローマ間の所要時間は5時間45分程度を要した。1977年にフィレンツェ＝ローマ高速鉄道線が部分開業すると、一部曲線区間での速度の問題は取り除かれ、セッテベッロはローマ - フィレンツェ間において連続的に161km/hで運転されるようになった。1958年はセッテベッロにとって伝説の年で、ピアチェンツァ - ボローニャ間146.8kmを一部区間で停車したにもかかわらず平均速度135.5km/hで68分で走行する記録を打ち立てた。
セッテベッロは増強された電動機によって従来に比べて28%性能が改善され、ブレーキ性能も向上している。

### 編成
編成は7両で構成され、2両＋3両＋2両の3ユニットに分けられていた。ミラノ・ローマ側が1号車、頭端駅で方向転換が行われるフィレンツェ側が7号車となっている。それぞれユニット内は連接構造になっており、2両ユニットが3つ、3両ユニットが4つの台車を持つ。1編成で計10個の台車があり、内6個が動力台車、4つが付随台車である。前後両端の2両ユニットは同じ構造の1等座席車で、車両はそれぞれ10席の自在テーブル付き腰掛とソファのあるコンパートメントに分けられていた。中間の3両は食堂車（定員60名）・料理室、従業員控室、放送室、列車長室を備えた車両・荷物車である。調度品のデザインには著名なイタリアのデザイナーであるジオ・ポンティ、ジュリオ・ミノレッティが携わっている。食堂車には初めて車内公衆電話も設置された。編成定員は営業開始当初160名であったが、1959年に3編成目が落成した時に、既存車も含め荷物室に個室を3室新たに設けられ、定員190名となっている。各車両の長さは先頭車が24.5m、中央の車両（4両目）が20m、それ以外が24.12mとなっている。2両目、6両目（1等中間車）、5両目（荷物車）にはパンタグラフが取り付けられ、通常は1個を予備とし2個のパンタグラフで集電していた。

### 変遷
1969年には台車の交換や主電動機の出力向上を行い、最高速度を160km/hから200km/hに向上させた。
1970年代までセッテベッロはイタリア国鉄のフラグシップ的な存在で1974年5月26日の夏ダイヤよりTEEに組み込まれ、TEE-68/69(ローマ - ミラノ)のTEE Settebelloの名称で運行されることになった。
しかしながら、1980年代に入ると車両の老朽化による新型客車の導入が必要になった為、1984年に車両の置き換えが必要となりセッテベッロは1984年6月3日の夏ダイヤ変更時までにTEEからの運用は外され、ミラノ・フィレンツェ - ヴェネツィア間の急行に使われた。
セッテベッロの撤退によって導入されたグラン・コンフォルト型客車の列車TEE76/77はセッテベッロの名称に代わりコロッセオの名称が、1997年6月1日まで使われた。
車両自体はその後も1992年まで運行され続け、1992年と1998年にアスベストなどの面倒な問題のあと2編成は解体された。1編成(302)は内装品は取り替えて復元され、展望用のチャーター列車として使用されたが車内は元来の姿を保ってはいなかった。そのため、2009年9月にアンコーナにおいて文献により忠実に復元された。301編成の半分は解体されている。

## ETR 250

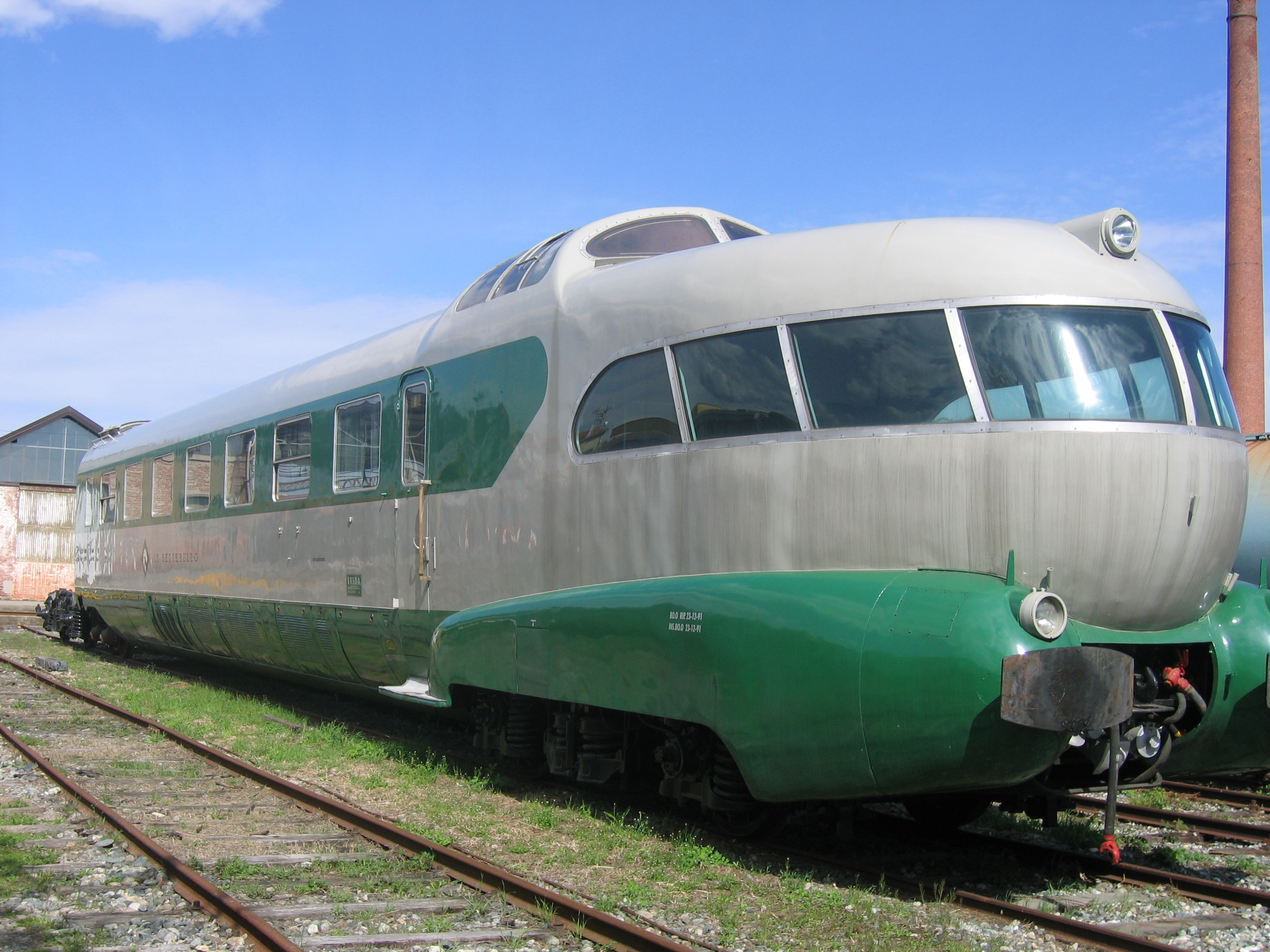
301として復元されたETR.252

ETR 250はセッテベッロ(ETR 300)の短編成型で、1960年ローマオリンピックでの輸送用に導入された。整備面から4両編成で構成されアルレッキーノ(Arlecchino)の愛称で呼ばれていた。
個室を有していたセッデベッロとは異なり、室内は2+1列のボックスシートとされた。また、片側の展望席はバーカウンターが設けられラウンジ風となった。
1986年に定期列車から退いた後に4編成中3編成が観光列車用に改装され、1990年から1998年まで運行された。
アルレッキーノは2005年にミラノで公開保存するため復元されたが、301のナンバーやセブンダイヤのロゴなどによってオリジナルのETR 250の姿は失われた。
2013年、イタリア鉄道の歴史的遺産を保護・管理する目的で設立されたイタリア鉄道財団（Fondazione FS）が、『後世へ残すべき車両』としてETR252型の保護決定を下した。これによりETR252型は、盗難や落書きなどの被害を避ける目的から同財団の下で安全な場所へ保管され、資金の目途が立った2016年に、修復を請け負う民間企業の工場に移送され、動態保存へ向けた修復・復元工事が3年掛けて行なわれた。